# Matelea costaricensis
Matelea costaricensis är en oleanderväxtart som beskrevs av W.D.Stevens. Matelea costaricensis ingår i släktet Matelea och familjen oleanderväxter. Inga underarter finns listade i Catalogue of Life.